# Ophirodexia pulchra
Ophirodexia pulchra är en tvåvingeart som beskrevs av Townsend 1911. Ophirodexia pulchra ingår i släktet Ophirodexia och familjen parasitflugor.
Artens utbredningsområde är Peru. Inga underarter finns listade i Catalogue of Life.